# Driving Towards the Daylight
Driving Towards the Daylight — десятый студийный альбом американского блюз-рокового музыканта Джо Бонамассы, изданный 22 мая 2012 года на студиях Provogue Records и J&R Records/Fontana.
Альбом дебютировал на втором месте в Великобритании , а США он дебютировал на первом месте в чарте блюзовых альбомов Billboard Blues Albums.

## История
Бонамасса написал только четыре новые мелодии из одиннадцати на этом диске, причём относительно малоизвестные кавер-версии глубокого блюза Хаулина Вулфа («Who’s Been Talkin'»), Вилли Диксона («I Got All You Need») и Роберта Джонсона («Stones in My Passway») тяготеют к его корневой стороне. Также в альбом вошли нестандартные варианты от Билла Уизерса («Lonely Town/Lonely Street») и Тома Уэйтса («New Coat of Paint»). Он пригласил музыкантов-сессионщиков, включая Брэда Уитфорда из Aerosmith, барабанщика Дэвида Леттермана Антона Фига и клавишника Арлена Ширбаума, чьи фортепиано и орган добавляют столь необходимый R&B настрой в хард-роковую атаку. Бонамасса даже уступил лидер-вокал австралийцу Джимми Барнсу исполнять свою собственную песню «Too Much Ain’t Enough Love».

## Отзывы
| Оценки критиков | Оценки критиков |
| Источник        | Оценка          |
| --------------- | --------------- |
| AllMusic        | [ 2 ]           |
| Classic Rock    | [ 3 ]           |
| Financial Times | [ 4 ]           |
| The Independent | (not rated)     |
| Rolling Stone   | [ 6 ]           |

Альбом получил положительные отзывы музыкальной критики и интернет-изданий. Хэл Хоровиц написал в AllMusic, что «с такими темпами развития блюз-рока (акцент на последнем) гитарист Джо Бонамасса может попробовать стать следующим Гэри Муром. Давний продюсер Кевин Ширли добился ловкого, профессионального звука, например, в отшлифованном оригинале Бонамассы „Dislocated Boy“ и кавере Вульфа аранжировки и гитары соединяются, как виски и содовая. То, чего Бонамассе не хватает в характерном звучании и пении, он компенсирует решимостью, которой почти достаточно, чтобы перевести альбом из разряда хороших в разряд отличных. Другими словами, этот альбом стоит прослушать».

## Список композиций
| №   | Название                                                                               | Автор(ы)                                                           | Длительность |
| --- | -------------------------------------------------------------------------------------- | ------------------------------------------------------------------ | ------------ |
| 1.  | «Dislocated Boy»                                                                       | Joe Bonamassa                                                      | 6:40         |
| 2.  | «Stones in My Passway» (Originally recorded by Robert Johnson)                         | Robert Johnson                                                     | 3:58         |
| 3.  | «Driving Towards the Daylight»                                                         | Bonamassa, Danny Kortchmar                                         | 4:50         |
| 4.  | «Who's Been Talking?» (Originally recorded by Howlin' Wolf)                            | Chester Burnett                                                    | 3:28         |
| 5.  | «I Got All You Need» (Originally recorded by Koko Taylor)                              | Willie Dixon                                                       | 3:04         |
| 6.  | «A Place in My Heart» (Originally recorded by Bernie Marsden)                          | Bernie Marsden                                                     | 6:48         |
| 7.  | «Lonely Town Lonely Street» (Originally recorded by Bill Withers)                      | Bill Withers                                                       | 7:08         |
| 8.  | «Heavenly Soul»                                                                        | Bonamassa                                                          | 5:55         |
| 9.  | «New Coat of Paint» (Originally recorded by Tom Waits)                                 | Tom Waits                                                          | 4:06         |
| 10. | «Somewhere Trouble Don't Go» (Originally recorded by Buddy Miller)                     | Buddy Miller†                                                      | 4:59         |
| 11. | «Too Much Ain't Enough Love» (feat. Jimmy Barnes; originally recorded by Jimmy Barnes) | Jimmy Barnes, Jonathan Cain, Neal Schon, Randy Jackson, Tony Brock | 5:37         |

## Чарты
Альбом дебютировал на втором месте в Великобритании. Это самый высокий показатель (на декабрь 2023 года) для альбомов Джо Бонамассы в общих британских чартах, не относящихся только к блюзу или року. В Канаде альбом дебютировал на 55-м месте. В США альбом дебютировал на первом месте в чарте блюзовых альбомов Billboard Blues Albums и под номером 23 в чарте Billboard 200.